# Leonhard Frank
Pour les articles homonymes, voir Frank.
Leonhard Frank, né le 4 septembre 1882 à Wurtzbourg et mort le 18 août 1961 à Munich, est un écrivain expressionniste allemand.

## Biographie
D'origine pauvre, Leonhard Frank étudie de 1904 à 1910 la peinture et les arts graphiques à Munich. En 1914, il obtient le prix Fontane pour son premier roman, Die Räuberbande (« La Bande de brigands »).
Opposé à la guerre et pacifiste convaincu, il gifle en 1915, dans un café à Berlin, un journaliste social-démocrate, Felix Stössinger qui a célébré dans un article le torpillage du navire RMS Lusitania par un sous-marin allemand comme « le plus grand acte héroïque de l'histoire de l'humanité ». À la suite de ce coup d'éclat, il s'exile en Suisse jusqu'en 1918, où il écrit un recueil de nouvelles pacifistes, Der Mensch ist gut (« L'Homme est bon »), publiées en 1917 en Suisse.
Il retourne en Allemagne à la fin de la Première Guerre mondiale, il est lauréat du prix Kleist en 1918 pour sa nouvelle Die Ursache. Durant les  années 1920, il connaît le succès. Willy Haas le décrira comme un des hommes les mieux habillés de Berlin, roulant en voiture de sport, accompagné d'une très belle compagne et joueur forcené.
Après l'arrivée au pouvoir d'Hitler en 1933, son nom figure dans les listes des auteurs interdits par le régime nazi. Frank émigre et s'exile à Zurich en Suisse, puis à Paris en 1937. Interné en 1940 en France, comme nombre d'émigrés allemands, il parvient à quitter le pays après s'être évadé d'un camp d'internement. Il passe par le Portugal, puis Londres pour rejoindre les États-Unis. Il retourne à Munich en 1950 où il meurt en 1961 sans avoir pu retrouver sa popularité d'avant la guerre.
Ses romans les plus connus sont Dans la dernière voiture en 1925 et Karl et Anna, adaptant ce dernier au théâtre en 1929. En 1947, Metro-Goldwyn-Mayer produit un film, La Femme de l'autre, inspiré de cette histoire.

## Œuvres
- 1914, Die Räuberbande, roman ; traduction française La Bande de brigands, 1926, éditions Rieder
- 1917, Der Mensch ist gut, nouvelles, Zurich, Max Rascher Verlag
- 1925, Im letzten Wagen, roman, Berlin, Rowohlt
- 1926, Karl und Anna, roman, Berlin, Propyläen-Verlag; traduction française Karl et Anna, 1929, éditions Rieder
- 1932, Von drei Millionen Drei, roman; traduction française Trois parmi trois millions, 1932, La nouvelle société d'édition
- 1936, Traumgefährten, roman, Amsterdam, Querido Verlag
- 1952, Links, wo das Herz ist, roman autobiographique, Munich, Nymphenburger Verlag; traduction française À gauche à la place du cœur, traduit par Gérard Brousseau, Éditions Agone, collection « Manufacture de proses », 2011

### Sources
- (de) Manfred Brauneck (éditeur), 1995, Autorenlexikon deutschsprachiger Literatur des 20. Jahrhunderts, Reineck bei Hamburg, Rowohlt.
- (de) Wilhelm Sternfeld, Eva Tiedemann, 1970, Deutsche Exil-Litteratur 1933-1945 deuxième édition augmentée, Heidelberg, Verlag Lambert Schneider.
- (de) Volker Weidermann, 2009, Das Buch der verbrannten Bücher (« Le livre des livres brûlés »), btb-Verlag.